# Estádio Alberto Oliveira
Estádio Alberto Oliveira, conhecido como Joia da Princesa, é um estádio de futebol de Feira de Santana, estado da Bahia, que atende a diversos clubes do município, principalmente ao Fluminense de Feira Futebol Clube e Bahia de Feira e o Feirense, principais clubes da cidade.
Foi inaugurado em 01 de março de 1953 quando o Bahia de Feira venceu o Galícia, da capital, por 2 a 0, com dois gols de Mário Porto. Tendo como árbitro  Vadú e público de aproximadamente 6 mil pessoas.
Inicialmente foi denominado Estádio Municipal Almachio Boaventura, em homenagem ao intendente que fez a terraplenagem do terreno em 1950.
Em 13 de novembro de 1966, foi inaugurado no mesmo local um novo estádio, mudando a posição do campo. O estádio foi rebatizado com o nome de Alberto Oliveira, em homenagem ao ex-vereador e ex-presidente do Fluminense de Feira Futebol Clube. A reinauguração foi realizada pelo então governador Luís Viana. O Fluminense de Feira jogou amistosamente contra o Vasco da Gama do Rio de Janeiro, perdendo pelo placar de 1 a 0, gol contra do zagueiro Val. Foi nessa partida que se registrou o maior público da história do estádio, com 28 mil pagantes.
Em 1984 e 1985, o estádio passou por uma nova reforma e no jogo de reinauguração, realizado em 22 de agosto de 1985, em novo amistoso, o Fluminense de Feira deu o troco no Vasco e venceu o time carioca por 1 × 0. Nesse jogo se registrou o segundo maior público, com 25,254 pagantes.

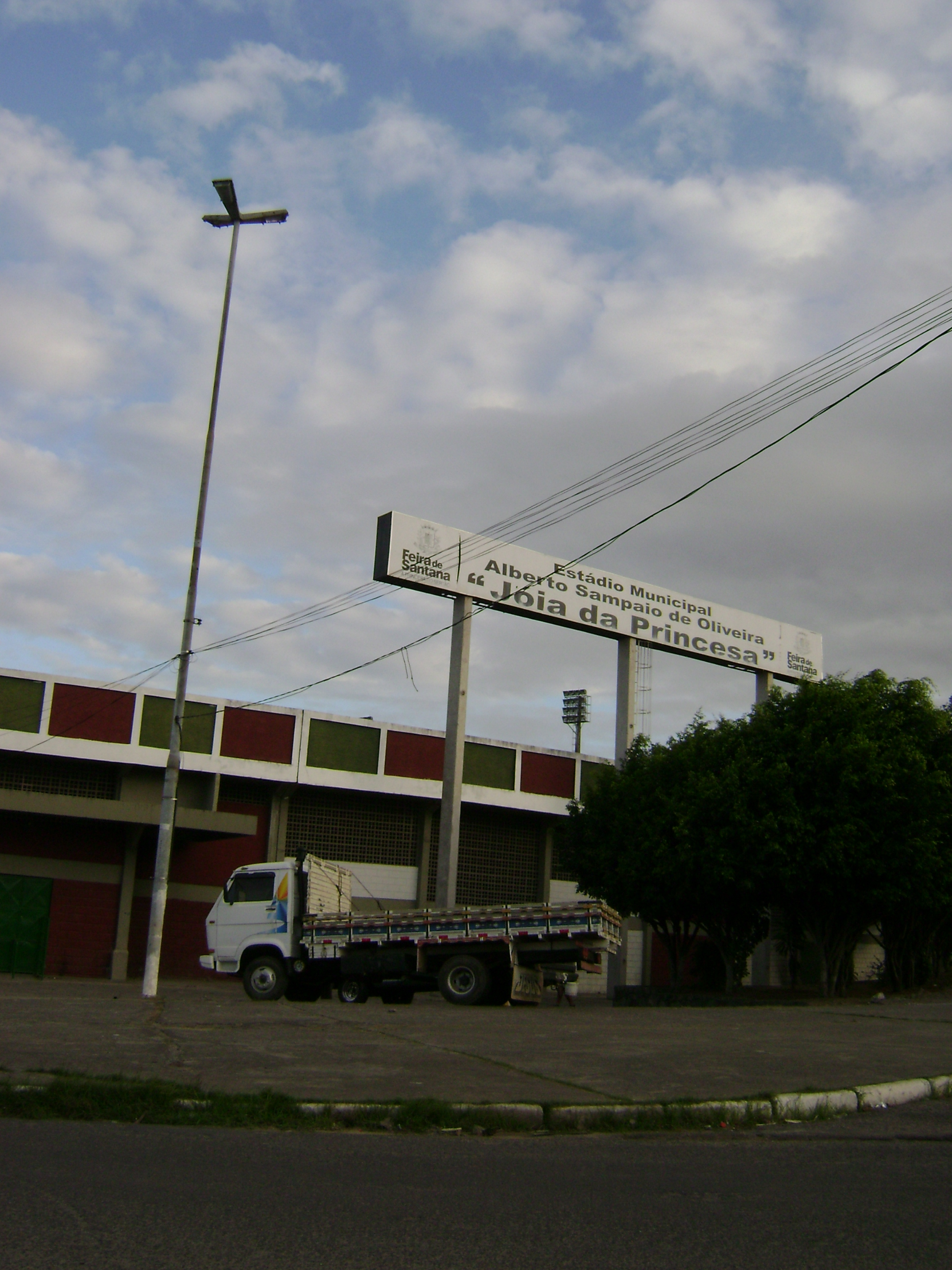
Fachada do estádio.